# St. Josef (Sehnde-Bolzum)

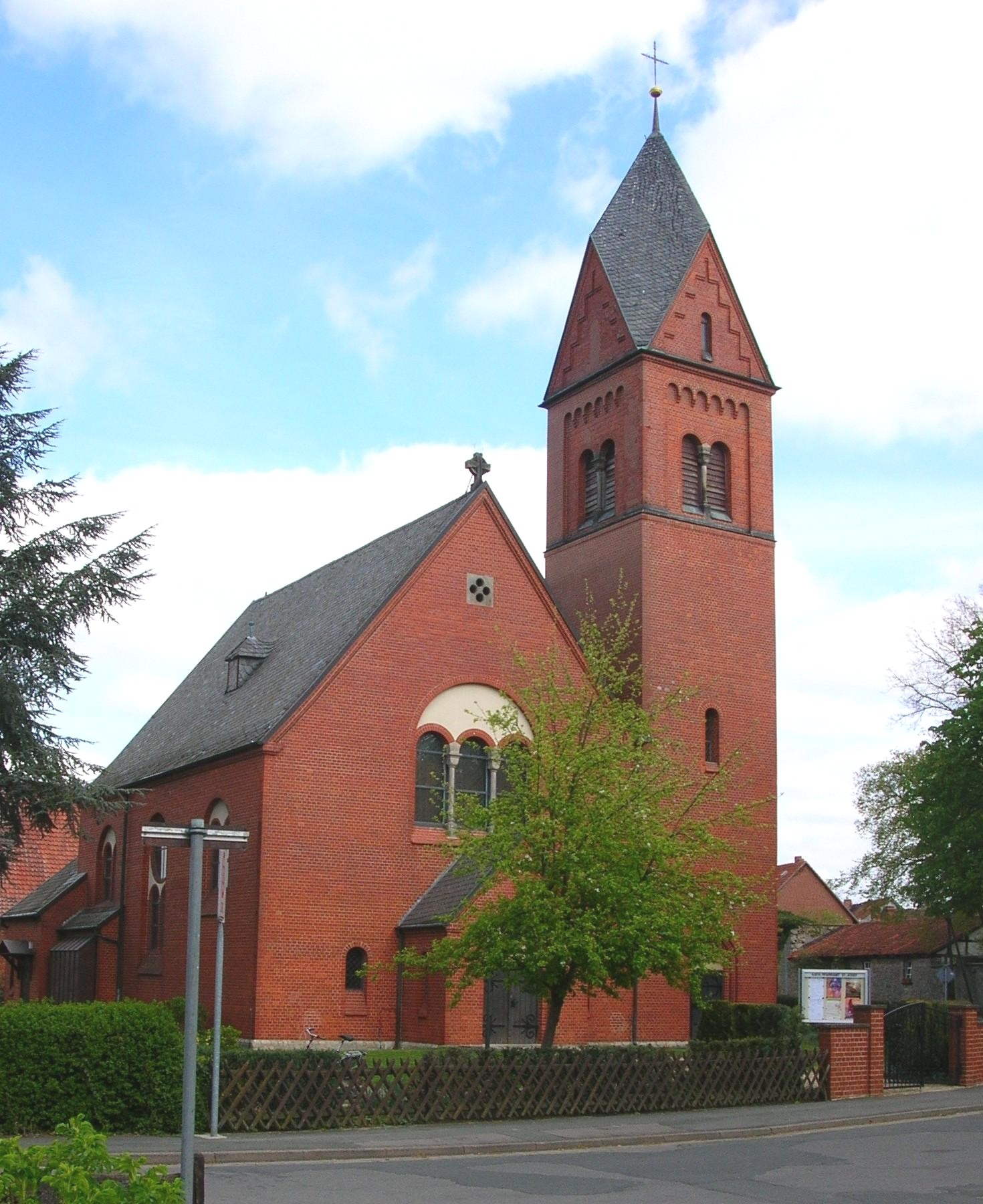

Die Kirche St. Josef im Ortsteil Bolzum (Am Anger 2) ist eine von zwei katholischen Kirchen im Gebiet der Stadt Sehnde (die zweite ist St. Maria). Die nach Josef von Nazaret benannte Kirche gehört zur Pfarrei St. Bernward mit Sitz in Lehrte, im Dekanat Hannover des Bistums Hildesheim.
St. Josef wurde 1897/98 nach Plänen des Hildesheimer Architekten Richard Herzig in neuromanischen Formen aus Backstein erbaut und mit historistischen Ornamenten ausgemalt. Sie kann als ein Musterbeispiel dieses Stils gelten. Am 19. Mai 1898 erfolgte ihre Konsekration.

Die Geschichte von Kirche und Pfarrei hängt eng mit der Ortsgeschichte zusammen. Da Bolzum als Folge der Hildesheimer Stiftsfehde aus dem Hochstift Hildesheim in welfische Herrschaft übergegangen war, wurde die alte Bolzumer St.-Nicolai-Kirche und mit ihr die Bevölkerung in der Reformation evangelisch. 

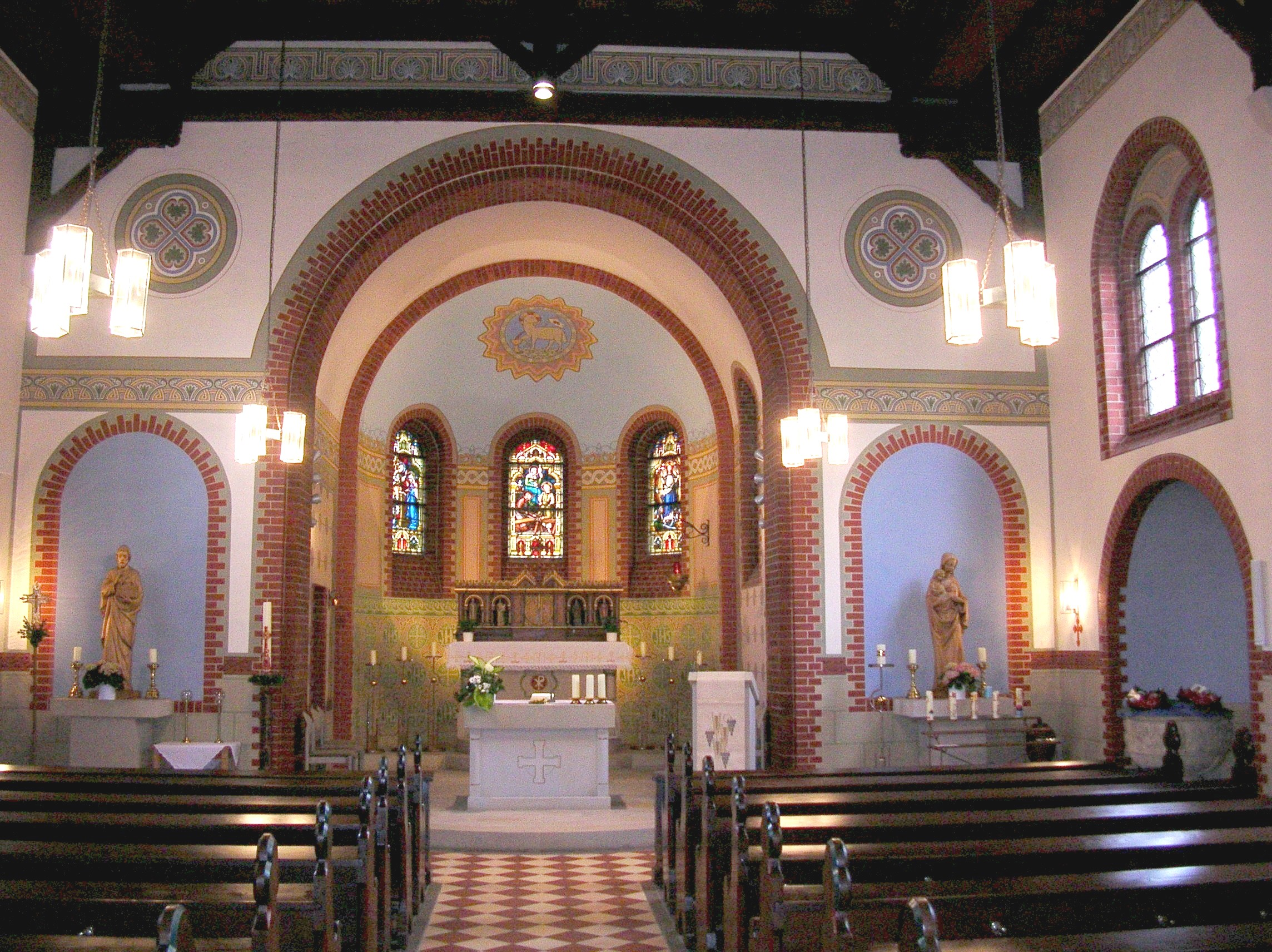

Bei der Wiederherstellung des Großen Stifts 1643 kam Bolzum wieder an den Hildesheimer Stuhl, und der Bolzumer Gutshof wurde 1682 den katholischen Freiherren von Frenß übertragen. Für die Familie und Bedienstete wurde nun im Gutshaus eine Hauskapelle eingerichtet, in der katholischer Gottesdienst gehalten wurde. Um 1725 wurde auch ein Pfarrer eingesetzt. Später wurde die Kapelle in ein umgebautes Gewächshaus im Garten verlegt. 1764 wurde Bolzum zur Pfarrei erhoben. Aber erst 130 Jahre später konnte, z. T. mit staatlichen Mitteln im Zuge des Säkularisationsausgleichs, die heutige kleine Kirche errichtet werden.

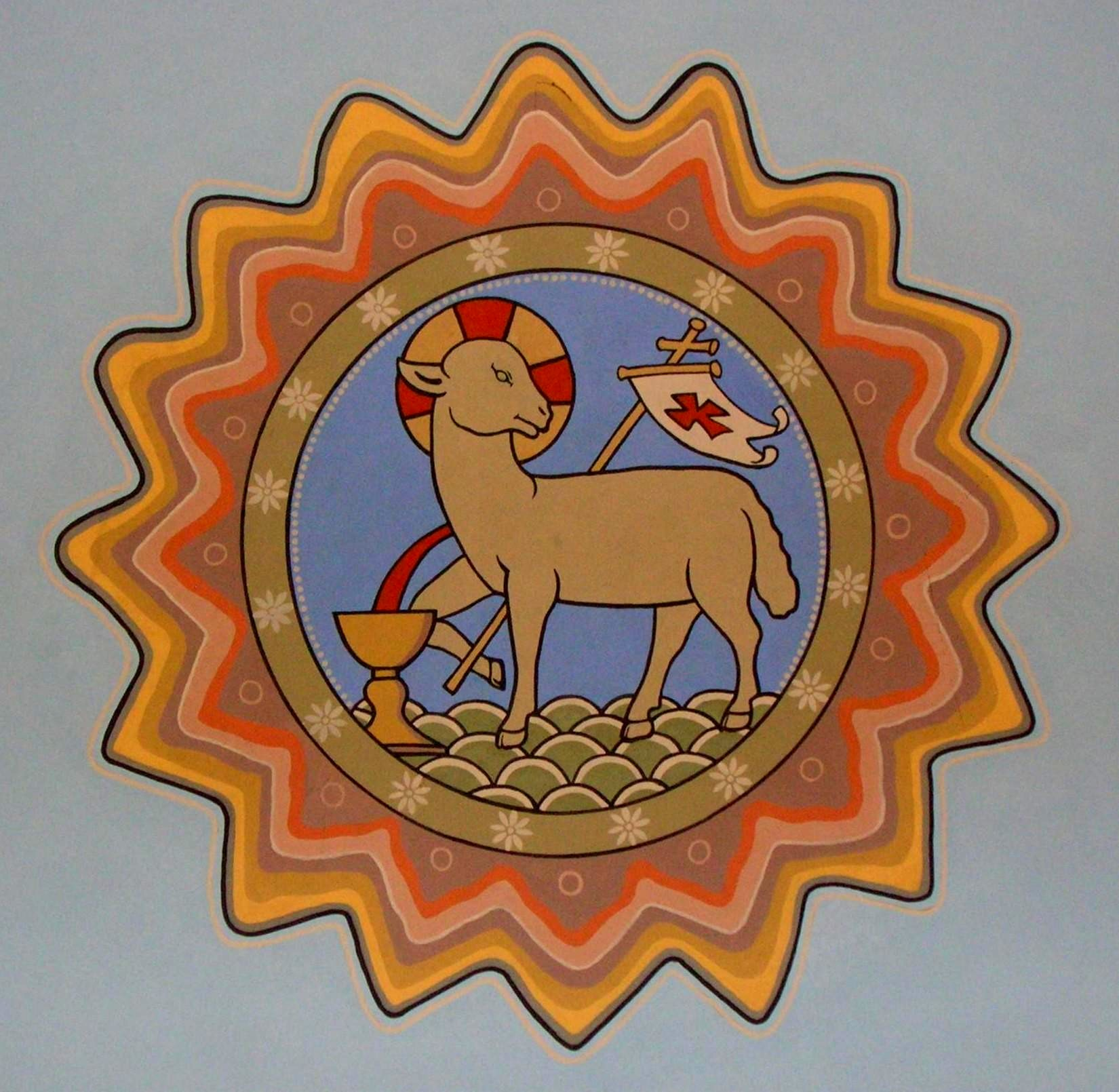
Osterlamm im Scheitel der Apsis

Das Gebiet der Pfarrei reichte ursprünglich über Sehnde und Lehrte bis nach Burgdorf und Uetze. Nach und nach entstanden in diesem Bereich neue katholische Kirchen und Pfarreien, zuletzt infolge des Vertriebenenstroms nach dem Zweiten Weltkrieg. 2014, vor der Gemeindefusion, gehörten die Ortschaften Bolzum, Müllingen, Ummeln, Wehmingen und Wirringen mit etwa 450 Katholiken zur Pfarrei St. Joseph. Seit dem 1. November 2014 gehört die Kirche zur Pfarrei St. Bernward in Lehrte.
Zum 100. Kirchweihjubiläum wurde die in knapp 74 Meter Höhe über dem Meeresspiegel gelegene Kirche mit Geldern aus dem Verkauf des ehemaligen Pfarrhauses (Marktstraße 3) und mit großer Eigenleistung der Gemeindemitglieder grundlegend restauriert. Dabei wurde auch die originale Bemalung teils wiederhergestellt, teils stilgerecht nachempfunden.
Viel älter als die Kirche ist der Sandstein-Taufbrunnen von 1591, der vermutlich ursprünglich für St. Nicolai entstanden war.